# Phorinia flava
Phorinia flava là một loài ruồi trong họ Tachinidae.